# Kleine Kulmke
Die Kleine Kulmke ist einer der beiden Quellflüsse der Kulmke. Sie entspringt auf 690 m Höhe in der Nähe des Schmierplatzes beim Höhenzug Auf dem Acker nordnordöstlich von Sieber im Landkreis Göttingen in Niedersachsen und fließt danach zunächst südlich bis zur Einmündung der Verlorenen Kulmke (428 m), von der sie durch den Kleinen Wurzelnberg getrennt ist. Danach fließt sie in südwestliche bis südsüdwestliche Richtung weiter, um nach 3,4 km Flusslauf – womit sie 1,6 km kürzer als die Große Kulmke ist – mit ebendieser auf 392 m Höhe zur Kulmke zusammenzufließen. Das Tal der Kleinen Kulmke gehört teilweise zum Naturschutzgebiet „Siebertal“.